# これがクイズだ
『これがクイズだ』は、1965年3月7日から1966年3月27日まで日本テレビ系列の毎週日曜19時30分 - 20時00分（JST）に放送されたクイズ番組である。全56回。
前番組『空手風雲児』（ドラマ）に引き続き、明星食品の一社提供。

## 概要
50名の一般参加者が挑戦する生き残りクイズ番組。
1回分の放送で優勝者が決まるのではなく、まず各回のチャンピオン（全問正解者）を決め、チャンピオンが50名になった所で「チャンピオン大会」を行い、優勝者を決めるというものである。
また当番組は「僻地の学校に本を贈る運動」が組み込まれており、出場者が獲得した賞金の半額を、この運動のために醵出していった。

## 司会・出題者
- 五十嵐新次郎

## ルール
- 解答者は一般視聴者が50名で、5段の雛壇状の解答席にそれぞれ10名ずつ座る。
- 問題は計12問。すべて三択方式で、問題が出されたら、解答席は正解だと思うボタンを押す。不正解者は即失格。
- 第7問目は継続中の解答者と共に、失格者も問題に答え、失格者の中に正解者が居たら、その解答者は敗者復活となる。
- 全12問終わった所で、全問（12問）正解者が居たら、その解答者には銅メダルが授与。更に賞金30万円を全問正解者で頭割りする。
  - なお10問目までに全解答者が失格となったら、再び全員で1問目から再スタートとなる。
- 全問正解者が50名になったら、「チャンピオン大会」を行う。ルールは通常と同じ。そしてこの大会で全問正解した解答者には、賞金200万円と金メダルが授与される。なおいずれの時も、賞金の半額は前述の運動のために醵出された。

## 備考
- 第1回目は「芸能人大会」で、伊豆肇・高橋元太郎・仲宗根美樹・松田トシ（敏江）・小桜京子・野川由美子・芦野宏・坂本博士・ミッキー・カーチスらが出演した。
- 全56回放送で、全国87の小中学校に、総額1000万円（当時）の図書が贈られた。

## ネット局
- 日本テレビ（制作局）
- 北日本放送（同時ネット）[1]